# Hộ bộ Thượng thư (Trung Quốc)
Hộ bộ Thượng thư (giản thể: 户部尚书, phồn thể: 戶部尚書) là một chức quan trong các triều đình phong kiến Trung Quốc, đứng đầu Hộ bộ. Còn từng được gọi là "Tư đồ", "Tư nông", "Dân tào", "Địa quan".

## Lịch sử
Thời Hán, triều đình có bốn Thượng thư lang, trong đó một người quản lý thu chi quốc khố, tức công tác tài chính.
Thời Tào Ngụy, đặt ra Độ chi thượng thư, chuyên quản quân phí. Thời nhà Đường, năm 618, sửa thành Dân bộ Thượng thư. Năm 649, vì kỵ húy Lý Thế Dân nên đổi thành Hộ bộ Thượng thư. Năm 656, đổi thành Độ chi Thượng thư. Năm 662, đổi thành Nguyên thái thường bá. Năm 670, sửa lại thành Hộ bộ Thượng thư. Năm 684, đổi thành Địa quan Thượng thư. Năm 705, sửa lại thành Hộ bộ Thượng thư. Tên này ổn định từ đó đến các triều phong kiến sau này.
Hộ bộ Thượng thư chủ yếu quản lý kinh tế quốc gia, bao gồm hộ khẩu, thu thuế, nông nghiệp, thương nghiệp, dự toán các khoản chi ngân sách quốc gia.

## Các Hộ bộ Thượng thư nổi tiếng

### Triều Đường
- Vi An Thạch

### Triều Tống
- Diệp Mộng Đắc
- Trâu Ứng Long

### Triều Minh
- Hạ Nguyên Cát
- Nghê Nguyên Lộ
- Thẩm Đình Dương
- Trâu Văn Thịnh

### Triều Thanh
- Hòa Thân